# Zabytki w Gorzowie Wielkopolskim

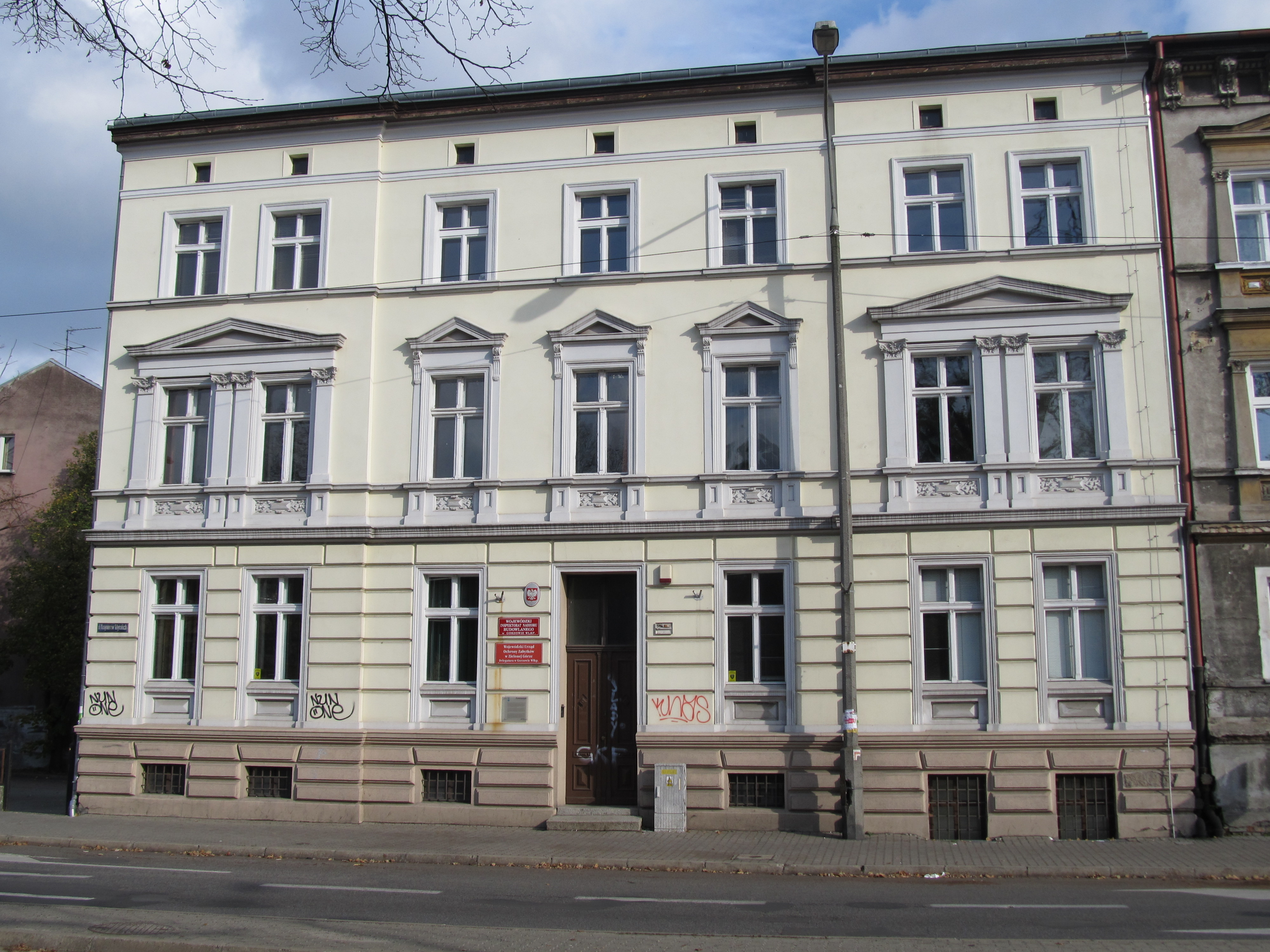
Siedziba gorzowskiej delegatury Wojewódzkiego Urzędu Ochrony Zabytków w zabytkowej kamienicy przy ul. Kosynierów Gdyńskich 75

Na terenie Gorzowa Wielkopolskiego znajduje się 621 zabytków. Gminna ewidencja zabytków obejmuje także 118 obiektów z rejestru, przy czym może być tak, że jednemu wpisowi do rejestru odpowiada kilka pozycji w ewidencji, jeżeli zabytek składa się z kilku elementów (np. willa, ogrodzenie i park). Jeden obiekt może także należeć do danej kategorii (np. budowla) i jednocześnie do zespołu lub układu przestrzennego. 
Zabytki wpisane do rejestru zabytków nieruchomych pogrupowane są w następujący sposób:
- układ przestrzenny – 2
- zespół pałacowy – 2
- zespół przemysłowy – 1
- zespół (niesprecyzowany) – 7
- kościół rzymskokatolicki – 4
- kościół protestancki – 4
- kaplica – 1
- klasztor – 2
- pałac – 3
- mury obronne – 1
- ratusz – 1
- budynek użyteczności publicznej – 29
- kamienica – 22
- budynek mieszkalny – 20
- budynek gospodarczy – 3
- budynek przemysłowy – 3
- pawilon parkowy – 1
- budynek (niesprecyzowany) – 1
- budowla (niesprecyzowana) – 2
- mała architektura – 1
- cmentarz rzymskokatolicki – 2
- cmentarz żydowski – 1
- zieleń komponowana – 5

## Zabytki wpisane do rejestru zabytków
Lista zabytków nieruchomych wpisanych – chronologicznie w każdej grupie, do rejestru zabytków:

### Budowle

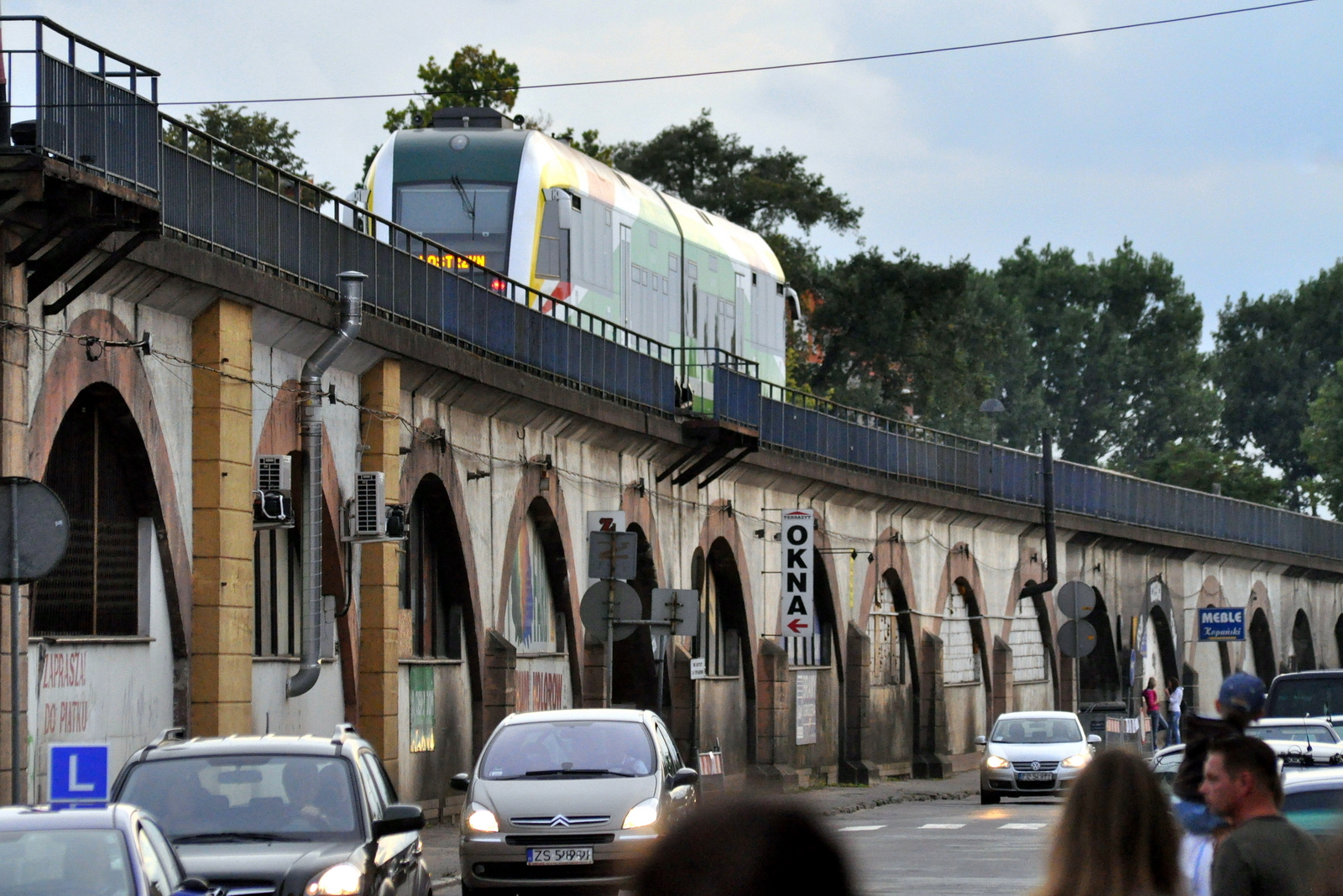
Betonowo-stalowa estakada kolejowa – najdłuższy zabytek techniki w Polsce, widok od ul. Spichrzowej

- estakada kolejowa, z lat 1910–1914

### Budynki mieszkalne

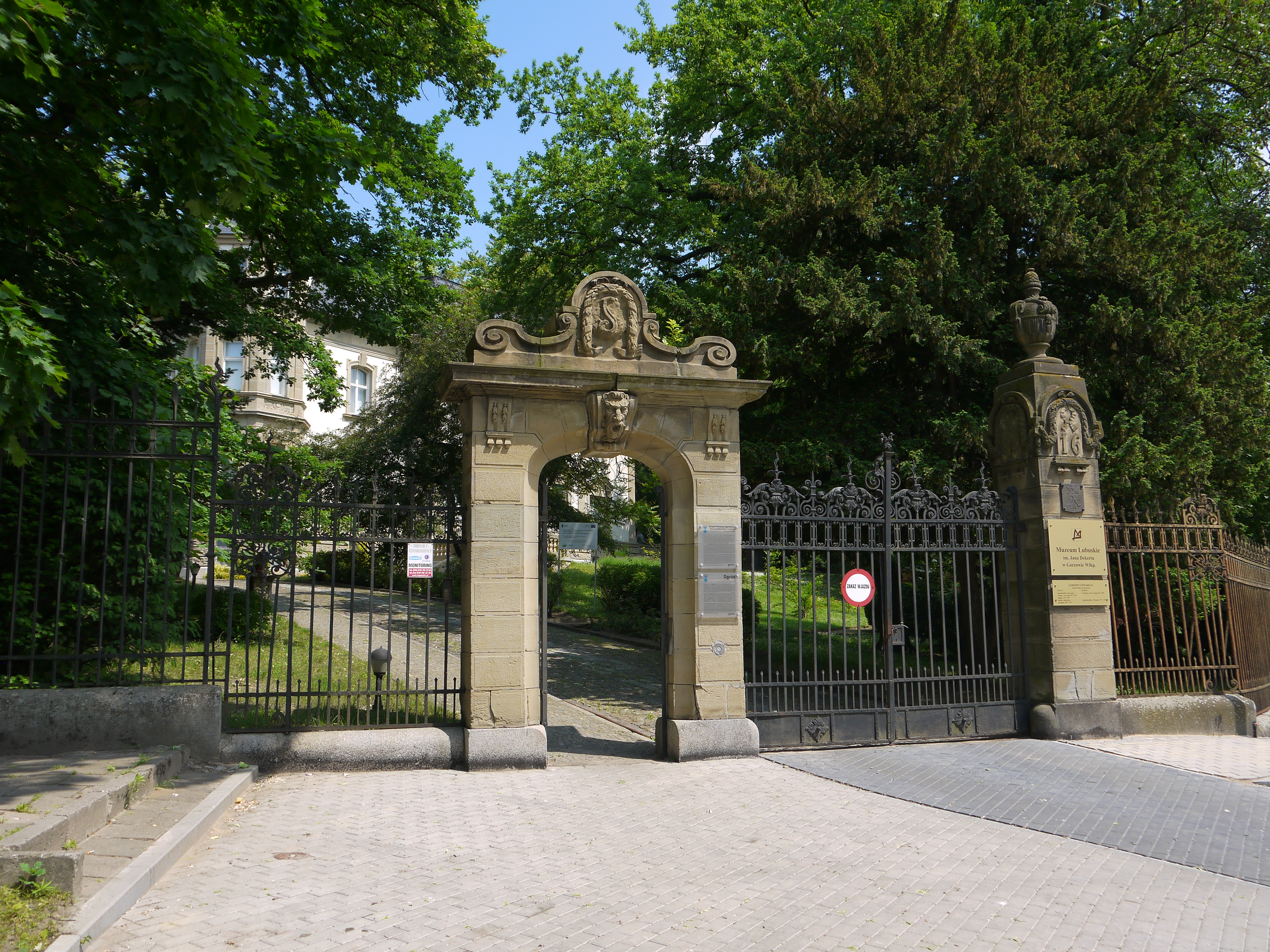
Furta i brama do zespołu willowo-ogrodowego przy ul. Warszawskiej 35

- zespół willowo–ogrodowy: willa Gustava Schroedera przy ul. Warszawskiej 35, z 1903 roku – nr rej.: 240/79 z 22.03.1979:
  - willa,
  - oficyna,
  - park,
  - fontanna – nr rej.: L-495/A z 29.05.2012,
  - altana,
  - ogrodzenie z bramą i furtą;
- oficyna przy ul. Obotryckiej 8, z XVIII wieku, przebudowany w 1908 roku – nr rej.: 322/84 z 17.06.1984;
- willa Hansa Lehmanna (obecnie jeden z działów zbiorów specjalnych Wojewódzkiej i Miejskiej Biblioteki Publicznej im. Zbigniewa Herberta) przy ul. Sikorskiego 107, z XIX/XX wieku – nr rej.: 333/89 z 19.09.1989;
- willa przy ul. Borowskiego 29, z 1894 roku – nr rej.: 370/91 z 23.10.1991;
- dom przy ul. Woskowej 1c, z 1892 roku – nr rej.: 372/91 z 6.11.1991;
- willa przy ul. Borowskiego 28, z 1906 roku – nr rej.: 387/92 z 24.03.1992;
- willa z ogrodem przy ul. Kazimierza Wielkiego 1, z 1903 roku – nr rej.: 439/97 z 1.07.1997;
- willa przy ul. Składowej 11, z 1898 roku, przebudowana w 1914 roku – nr rej.: 448/98 z 27.04.1998;
- budynek główny dawnego Krajowego Domu Ubogich przy ul. Teatralnej 25, z przełomu XVIII/XIX wieku – nr rej.: 449/98 z 14.12.1998;
- willa przy ul. Nadbrzeżnej 1, z 1900 roku – nr rej.: L-37 z 11.12.2000;
- budynek dawnego sierocińca przy ul. Obotryckiej 14, wybudowany w latach 1823–1924 – nr rej.: L-195/1-2/A z 27.02.2006;
- willa przy ul. Kosynierów Gdyńskich 108, z 1896 roku – nr rej.: L-305/A z 26.01.2009;
- willa przy ul. Chrobrego 31, z 1894 roku – nr rej.: L-379/A z 4.03.2010;
- willa „Zacisze” przy ul. Drzymały 13, z 1823 roku – nr rej.: L-382/A z 9.03.2010

### Budynki użyteczności publicznej

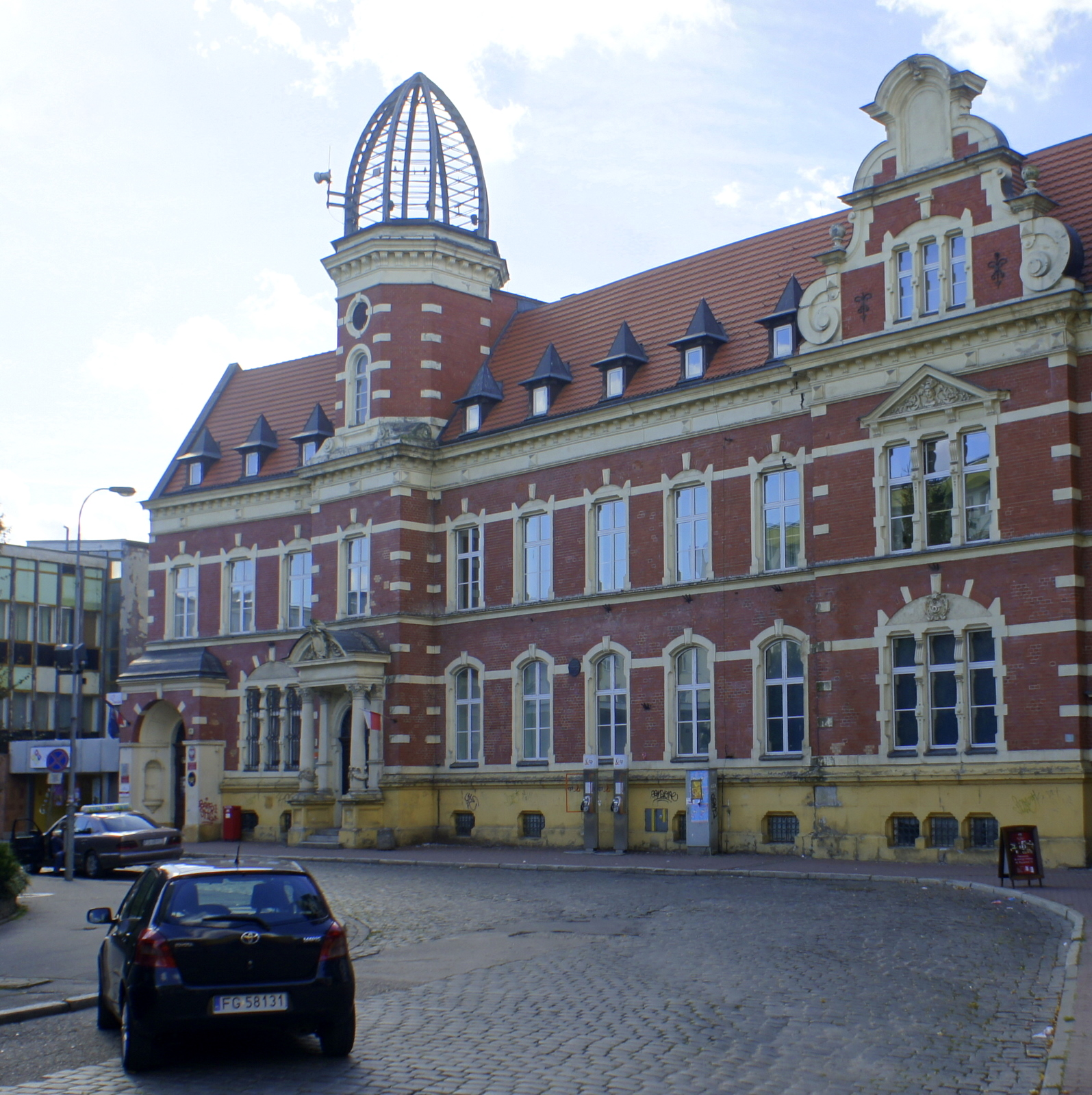
Gmach poczty ze skrzydłami kompleksu budynków Poczty i Telegrafu – widok na wejście główne przy ul. Pocztowej 15–19

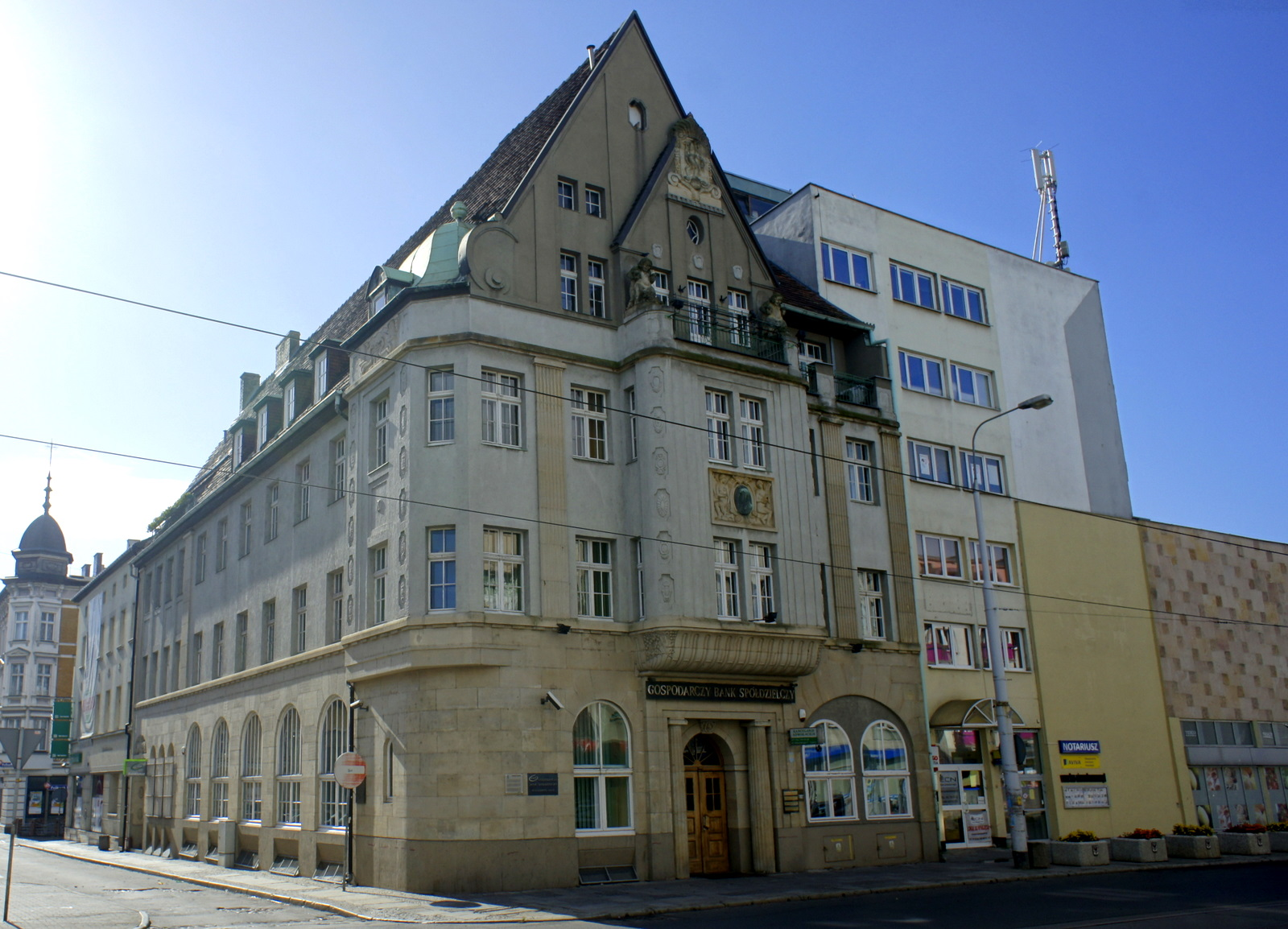
Wykazujący cechy późno secesyjne budynek dawnej Miejskiej Kasy Oszczędności – widok na wejście główne przy ul. Sikorskiego 7

- spichlerz (obecnie jeden z oddziałów Muzeum Lubuskiego im. Jana Dekerta tzw. muzeum Warty „Spichlerz”) przy ul. Fabrycznej 1, z XVIII wieku – nr rej.: KOK-I-140 z 16.03.1961 i 16/76 z 22.10.1976;
- gmach teatru im. J. Osterwy przy ul. Teatralnej, z początku XX wieku;
- budynek szkoły podstawowej nr 1 przy ul. Dąbrowskiego 23, z początku XX wieku – nr rej.: 363/91 z 17.05.1991;
- kompleks budynków zespołu szkół przy ul. 30 Stycznia 29, z XIX/XX wieku – nr rej.: 427/94 z 8.04.1994:
  - szkoła,
  - budynek gospodarczy,
  - sala gimnastyczna – nr rej.: 418/93 z 22.12.1993;
- budynek dawnej Miejskiej Kasy Oszczędności, Towarzystwa Kredytowego przy ul. Sikorskiego 7; z lat 1910–1920 – nr rej.: 440/97 z 15.07.1997;
- kompleks budynków szpitala przy ul. Walczaka 42, z lat 1885–1935 – nr rej.: L-406/A z 6.02.1986, z 29.08.2001 i z 18.05.2010:
  - pawilony szpitalne od I do X,
  - budynek administracyjny nr 15,
  - budynek gospodarczy nr 13,
  - kotłownia nr 14,
  - kostnica, z XIX/XX wieku,
  - park szpitalny;
- spichlerz przy ul. Grobla 1, z początku XIX wieku – nr rej.: 366/91 z 2.09.1991;
- budynek szkoły przy ul. Przemysłowej 22, z 1905 roku – nr rej.: L-33 z 16.05.2002;
- kompleks budynków domu zakonnego ss. Czerwonego Krzyża „Bethesda” przy ul. Walczaka 16 – nr rej.: L-63 z 3.10.2002:
  - budynek główny, z 1921 roku,
  - dom emeryta, z 1927 roku,
  - budynek oddziału niemowląt, z 1935 roku,
  - zieleń szpitalna, z pierwszej połowy XX wieku;
- kompleks budynków Poczty i Telegrafu przy ul. Pocztowej 15–19/ul. Strzeleckiej 25, z 1890 roku, przebudowany w 1905 roku – nr rej.: L-69 z 1.04.2003: 
  - gmach poczty ze skrzydłami,
  - budynek odprawy dyliżansów;
- budynek dawnej łaźni miejskiej przy ul. Jagiełły, z lat 1928–1930

### Cmentarze
- cmentarz rzymskokatolicki przy ul. Warszawskiej, z XIX wieku;
- cmentarz żydowski przy ul. Słonecznej, z początku XVIII wieku

### Kamienice

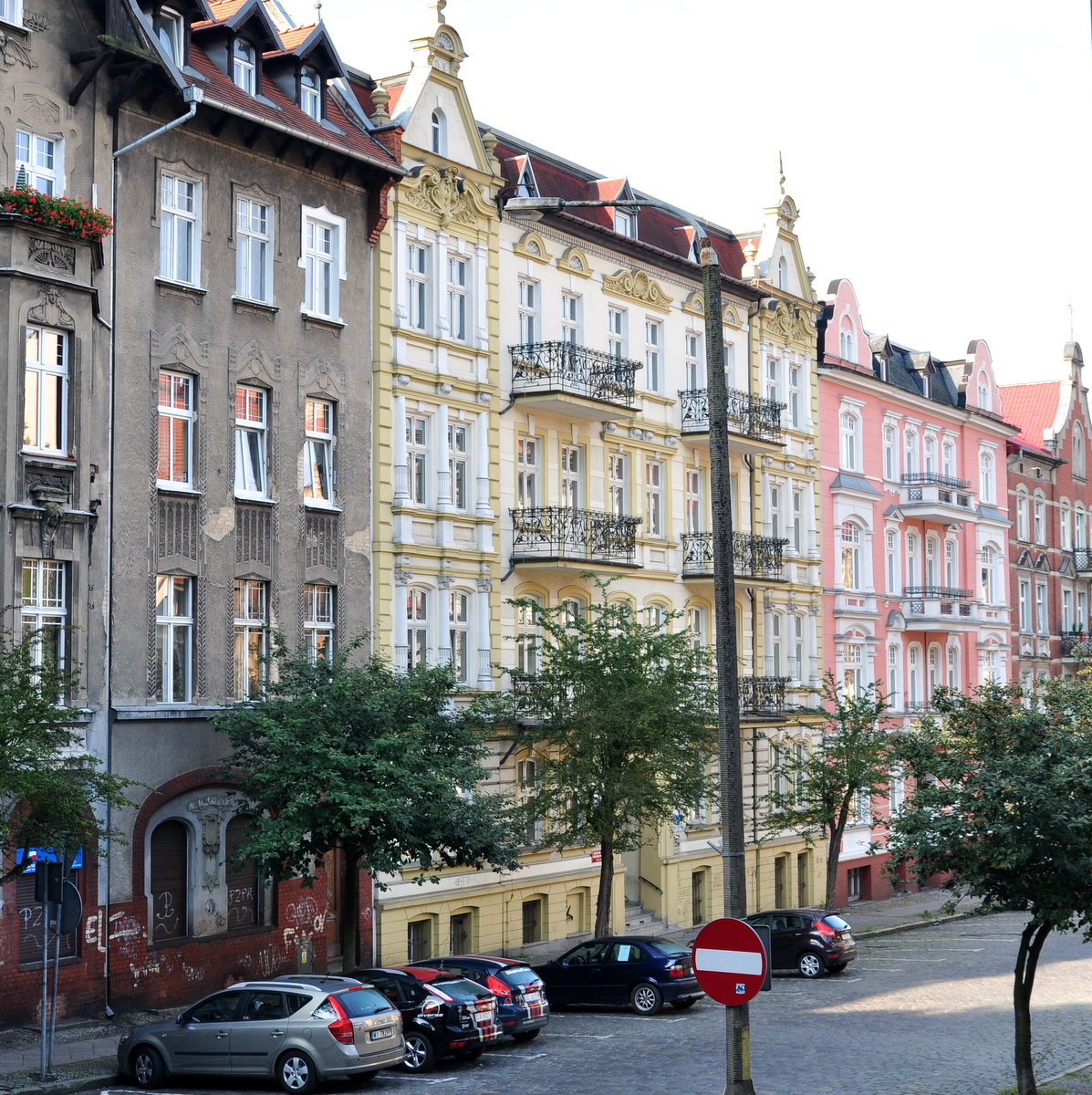
Eklektyczne kamienice znajdujące się na terenie historycznego układu urbanistycznego tzw. „Nowego Miasta”, przy ul. Łokietka 22 (z lewej) i 23

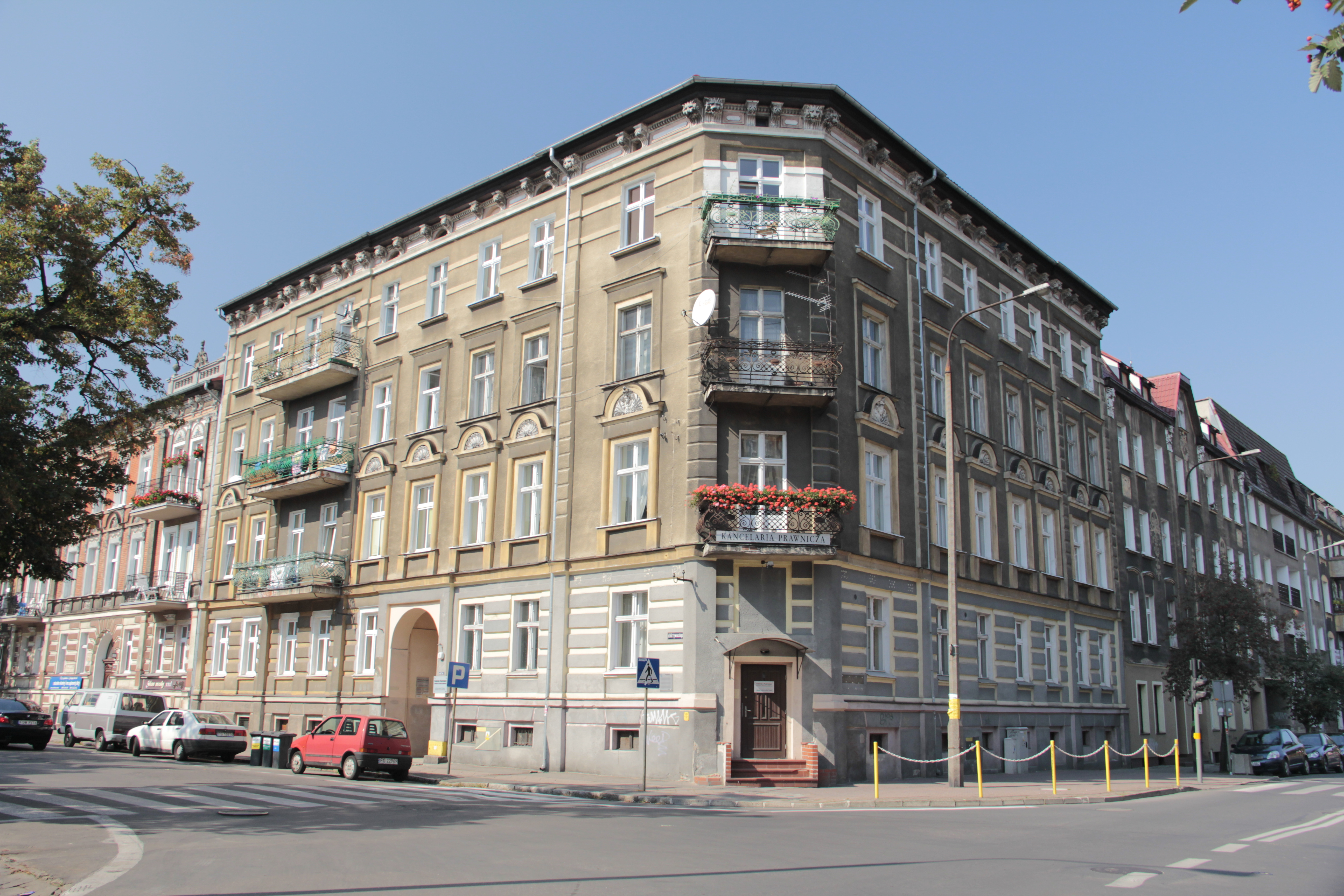
Narożna kamienica czynszowa o eklektycznym wystroju elewacji frontowej przy ul. Krzywoustego 1

- ul. Łokietka 22–23, z 1902 roku – nr rej.: 376/91 z 12.12.1991;
- ul. Łokietka 26, z 1901 roku – nr rej.: 405/92 z 24.04.1992;
- ul. Jagiełły 3, z 1892 roku – nr rej.: 392 z 13.05.1992;
- ul. Sikorskiego 106, z 1880 roku – nr rej.: 395/92 z 14.05.1992;
- ul. Spichrzowa 4, z lat 1894–1895 – nr rej.: 401/92 i 402/92 z 27.05.1992;
- ul. Krzywoustego 1, z końca XIX wieku – nr rej.: 399/92 z 1.06.1992;
- ul. Łokietka 20a, z 1911 roku – nr rej.: 378/91 z 12.12.1992;
- ul. Obotrycka 9, z 1867 roku – nr rej.: 422/93 z 30.07.1993;
- ul. Chrobrego 33, z lat 1893–1894 – nr rej.: 441/97 z 1.08.1997;
- ul. Hawelańska 11, z 1897 roku – nr rej.: L-35/A z 13.07.2000;
- ul. Łokietka 17, z 1908 roku – nr rej.: L-45 z 7.05.2001;
- ul. Łokietka 16, z lat 1903–1905 – nr rej.: L-46 z 7.05.2001;
- ul. Łokietka 18, z lat 1903–1905 – nr rej.: L-47 z 1.06.2001;
- ul. Kosynierów Gdyńskich 92, z 1904 roku – nr rej.: L-22 z 16.05.2002;
- ul. Łokietka 35, z lat 1906–1914 – nr rej.: L-263/A z 24.08.2007;
- ul. Woskowa 1b, z 1902 roku – nr rej.: L-383/A z 9.03.2010;
- ul. Łokietka 37, z 1899 roku – nr rej.: L-398/A z 5.05.2010;
- ul. Kosynierów Gdyńskich 75, z 1910 roku – nr rej.: L-150/A z 28.09.2004;
- ul. Grobla 14, z początku XX wieku – nr rej.: L-423/A z 3.02.2011;
- ul. Grobla 15, z 1911 roku – nr rej.: L-424/A z 7.03.2011;
- ul. Sikorskiego 110, z ok. 1910 roku – nr rej.: L-899/A z 21.12.2022:
  - oficyna

### Kaplice
- budynek dawnej kaplicy szpitalnej wraz z prosektorium przy ul. Teatralnej 22, z lat 1904–1906 – nr rej.: L-606/A z 4.09.2013

### Klasztory
- klasztor oo. oblatów przy ul. Brackiej 7, z 1927 roku – nr rej.: L-866/A z 29.12.1993

### Kościoły rzymskokatolickie

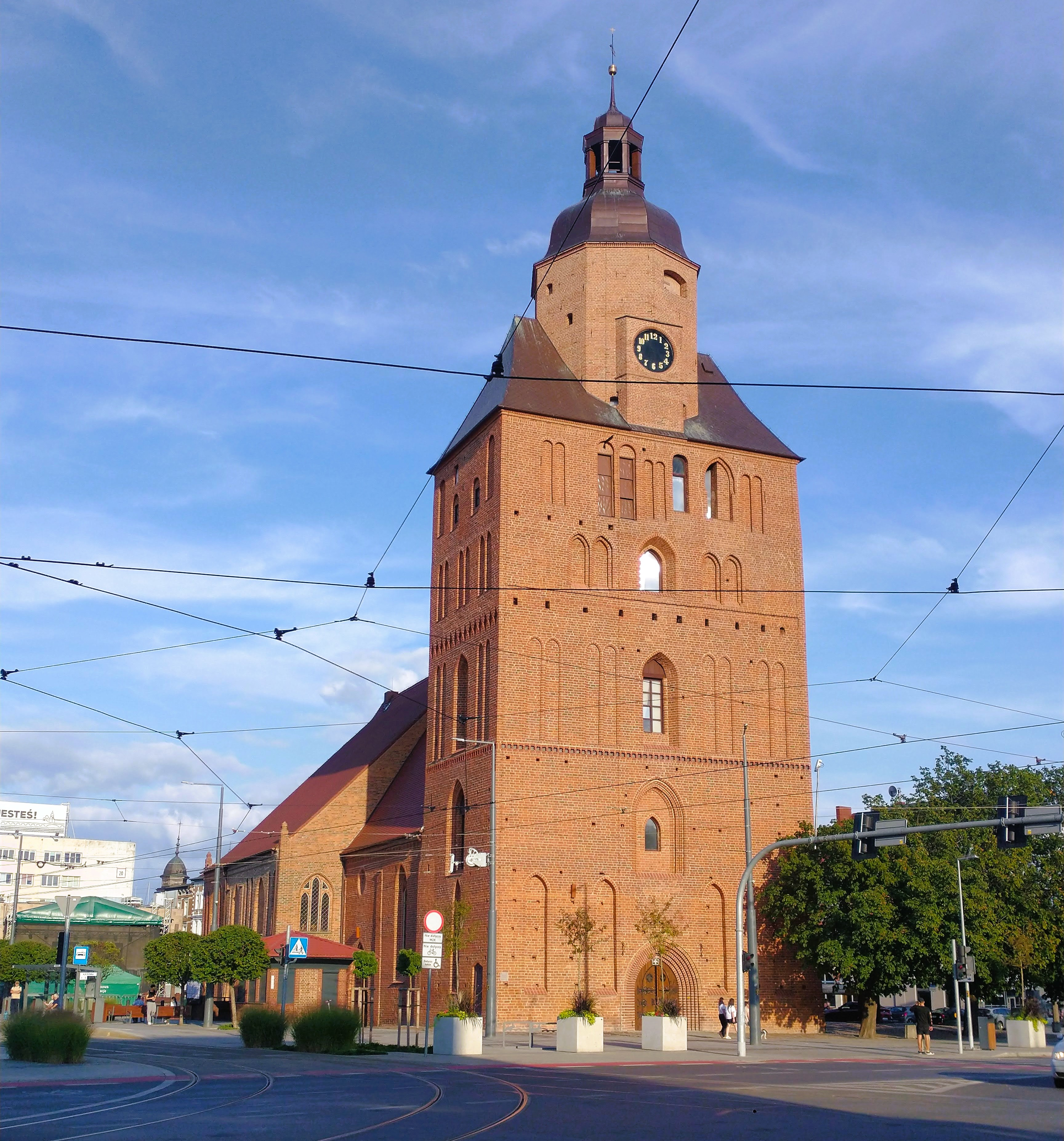
Gorzowska katedra – najstarsza świątynia w mieście, jeden z pierwszych obiektów zabytkowych miasta wpisanych do rejestru zabytków

- kościół parafialny, obiekt katedralny pw. Wniebowzięcia NMP przy ul. Obotryckiej, z końca XIII wieku;
- kościół parafialny pw. Podwyższenia Krzyża Świętego przy ul. Warszawskiej, z 1855 roku;
- kościół parafialny pw. Niepokalanego Poczęcia NMP przy ul. Mieszka I, z 1895 roku

#### Dawniej kościoły protestanckie
- kościół pw. NMP Królowej Polski przy ul. Poznańskiej, z 1828 roku;
- kościół parafialny pw. Matki Bożej Różańcowej przy ul. Strażackiej, z 1828 roku:
  - cmentarz przykościelny;
- kościół pw. św. Antoniego Padewskiego i św. Stanisława Kostki przy ul. Plac Staromiejski, z 1776 roku; przebudowany w 1864 i 1979 roku;
- kościół parafialny pw. Chrystusa Króla przy ul. Grobla, z lat 1928–1930

### Mury obronne

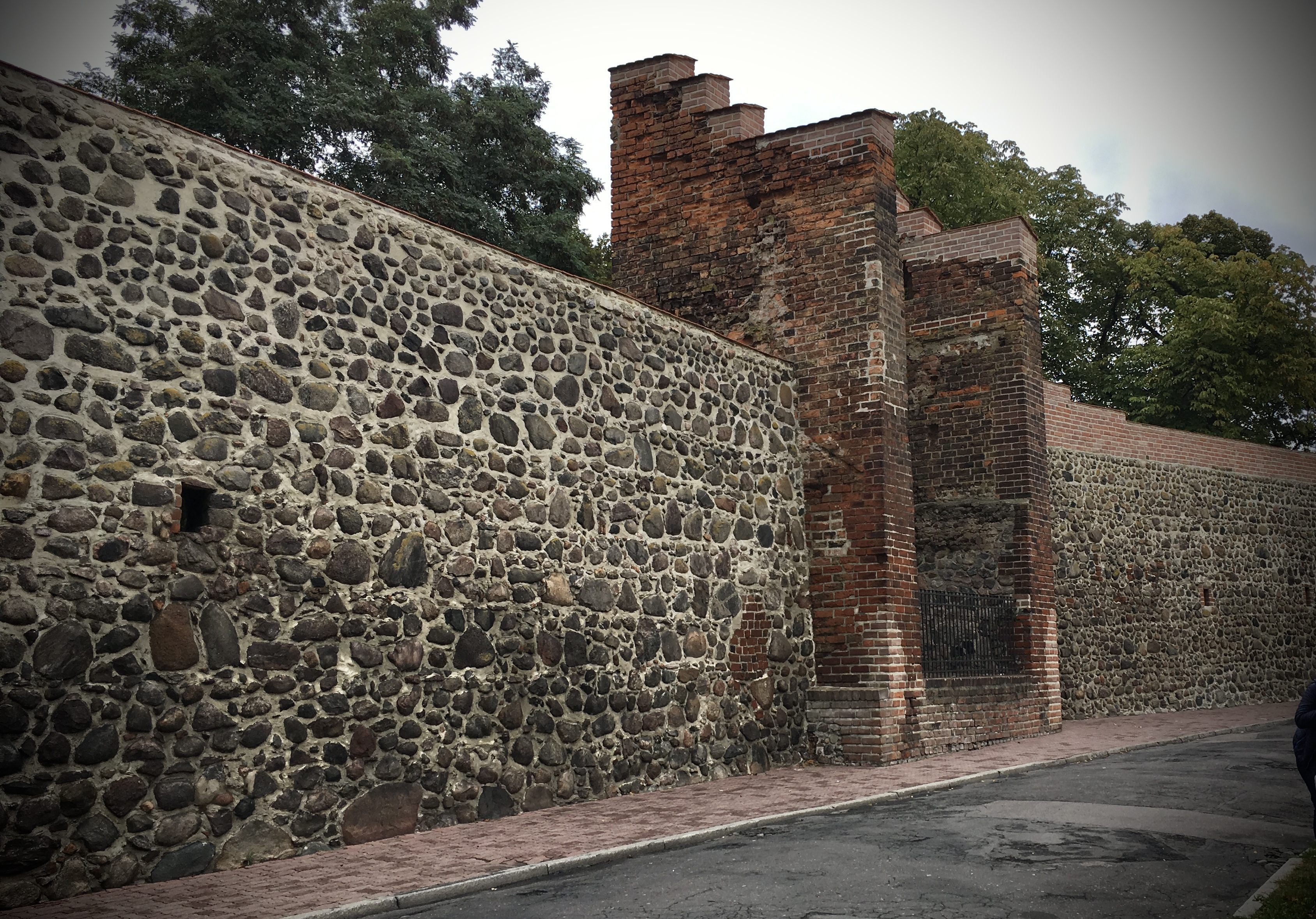
Fragment dawnego ceglano-kamiennego muru obronnego i baszty łupinowej z otworami strzelniczymi – widok od ul. Zabytkowej

- mury obronne przy ul. Zabytkowej, z początku XIV wieku – nr rej.: KOK-I-12/54 z 15.01.1954 i 2/76 z 21.10.1976

### Ratusz
- budynek dawnego ratusza przy ul. Obotryckiej, z lat 1923–1924

### Układy przestrzenne
- historyczny układ urbanistyczny tzw. „Nowego Miasta”, z końca XIX wieku – nr rej.: L-224/A z 4.09.2006;
- historyczny układ urbanistyczny dawnego osiedla robotniczego „Zamoście”, z lat 1920–1930 – nr rej.: L-408/A z 13.08.2010

### Zespoły pałacowe

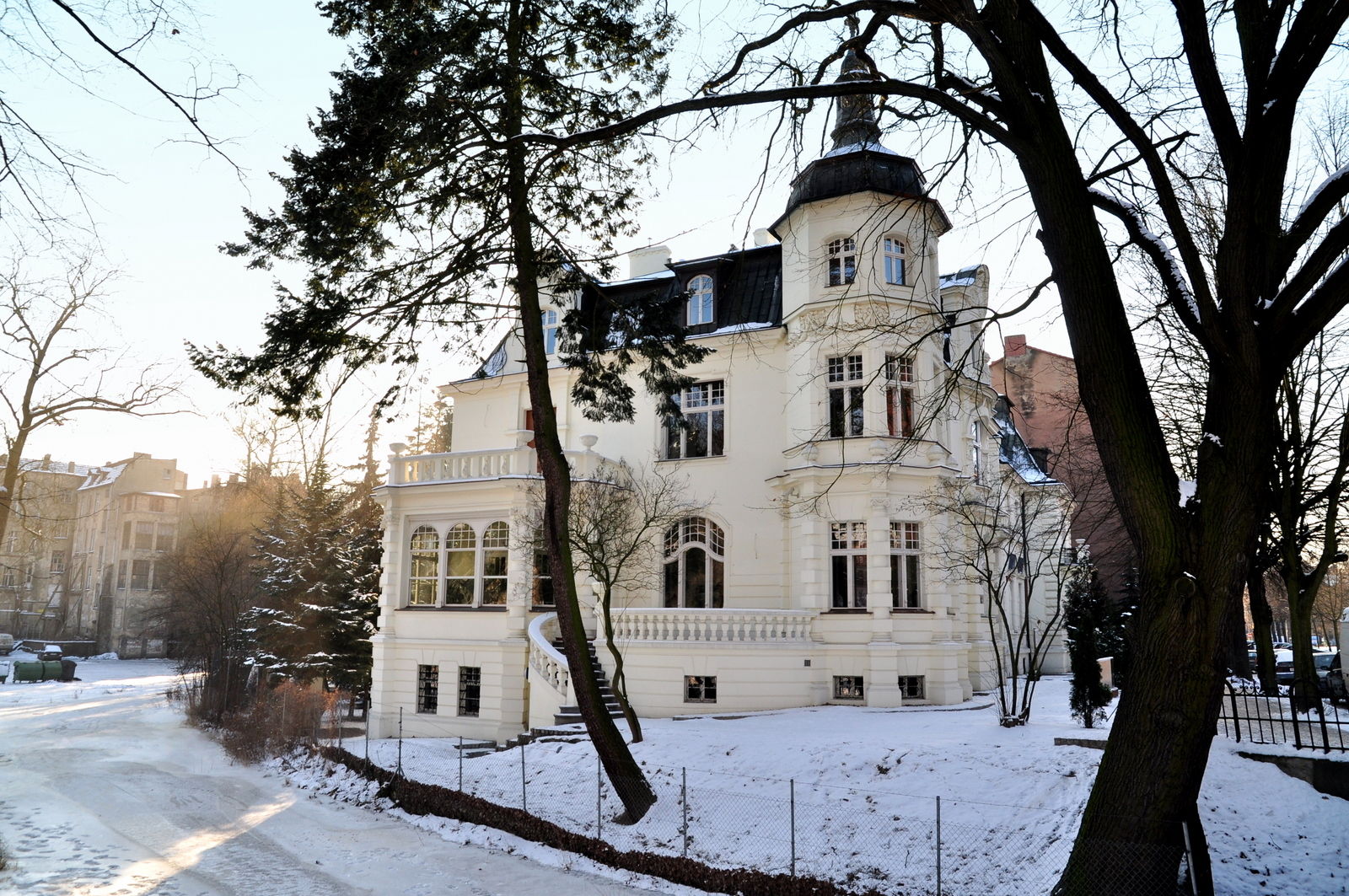
Secesyjne wille braci Bahrów przy ul. 30 Stycznia 1

- zespół pałacowo-parkowy: willa Hermanna Pauckscha przy ul. Wał Okrężny 37, z drugiej połowy XIX wieku – nr rej.: KOK-I-126/76 z 10.11.1976:
  - willa (pałacyk),
  - kordegarda,
  - park – nr rej.: KOK-I-320/84 z 5.09.1984,
  - brama;
- pałac przy ul. Teatralnej 30, z 1892 roku – nr rej.: 211/76 z 7.12.1976;
- założenie pałacowo-parkowe: willa przy ul. Kobylogórskiej 77, z ok. 1890 roku – nr rej.: 355/91 z 30.01.1991:
  - park – nr rej.: 356/91 z 3.01.1991;
- dwie wille braci Maxa i Roberta Bahrów przy ul. 30 Stycznia 1, z 1895 roku, przebudowane w latach 1900–1902 – nr rej.: L-291/A z 4.07.2008

### Zespoły przemysłowe
- kompleks budynków Instytutu Serologicznego przy ul. Grottgera 24/25, z 1904 roku – nr rej.: 367 z 2.09.1991:
  - laboratorium,
  - stajnia,
  - stodoła – nr rej.: 323 z 17.12.1990;
- zespół zabudowy dawnego zakładu I.G. Farbenindustrie AG Filmfabrik Landsberg przy ul. Walczaka 25, z lat 1930–1940 – nr rej: L-811/A z 29.10.2018:
  - budynek dyrekcji,
  - remiza strażacka,
  - portiernia z bramą,
  - budynek warsztatowy – nr rej: L-811/A z 17.06.2019,
  - budynek garażowy

### Zieleń komponowana
- aleja lipowa przy ul. Walczaka, z XIX wieku – nr rej.: L-427/A z 1.06.1974 i z 25.03.2011

## Nieistniejące zabytki
- stodoła przy ul. Grobla 43, z 1842 roku – nr rej.: 633/63 z 18.12.1963;
- koziarnia, z 1904 roku (część kompleksu budynków Instytutu Serologicznego przy ul. Grottgera 24/25) – nr rej.: 367 z 2.09.1991;
- budynek mieszkalny przy ul. Armii Polskiej 36 – nr rej.: L/224-A z 4.09.2006;
- budynek mieszkalny przy ul. Krasińskiego 12 – nr rej.: L/224-A z 4.09.2006